# クセナー
クセナーまたはクスナー（Xenar ）はシュナイダー・クロイツナッハのレンズブランド。
テッサー・タイプのレンズに使用される。最初の製品はアルブレヒト・ウィルヘルム・トロニエにより設計された。
望遠レンズにはテレ・クスナーまたはテレ・クセナー（Tele-Xenar ）が使用される。

## 製品一覧

### アルパマウント
ピニオンが製造していたアルパカメラ用交換レンズ。

### アグフア用
- クセナー45mmF2.8 - カラートに固定装着。

### ロボットマウント
オットー・ベルニングが製造していたロボットカメラ用交換レンズ。

### デッケルマウント
レチナレフレックスS等用交換レンズ。

### ローライ二眼レフカメラ用
ローライコード、ローライマジック、ローライフレックスTに固定装着されていた。

### ローライ35用
ローライ35に固定装着されていた。

### 大判用
- クセナー75mmF3.5
- クセナー100mmF3.5 - アタッチメントはφ40.5mmねじ込み。イメージサークル116mm（F16）。シャッター#0。
- クセナー105mmF4.5
- クセナー135mmF3.8
- クセナー135mmF4.5 - アタッチメントはφ40.5mmねじ込み。イメージサークル161mm（F16）。シャッター#1。
- クセナー135mmF4.7 - アタッチメントはφ40.5mmねじ込み。イメージサークル161mm（F16）。シャッター#0。
- クセナー150mmF4.5 - アタッチメントはφ40.5mmねじ込み。イメージサークル180mm（F16）。シャッター#1。
- クセナー150mmF5.6 - アタッチメントはφ34mmねじ込み。イメージサークル173mm（F22）。シャッター#0。
- クセナー165mmF4.5
- クセナー180mmF4.5 - アタッチメントはφ49mmねじ込み。イメージサークル217mm（F16）。シャッター#3。
- クセナー210mmF4.5 - アタッチメントはφ58mmねじ込み。イメージサークル253mm（F16）。シャッター#3。
- クセナー210mmF6.1 - アタッチメントはφ46mmねじ込み。イメージサークル246mm（F22）。シャッター#1。
- クセナー240mmF4.5 - アタッチメントはφ67mmねじ込み。イメージサークル282mm（F16）。シャッター#5。
- クセナー300mmF4.5 - アタッチメントはφ82mmねじ込み。イメージサークル364mm（F16）。シャッター#5。
- クセナー300mmF5.6
- クセナー360mmF4.5 - アタッチメントはφ102mmねじ込み。イメージサークル432mm（F16）。
- クセナー420mmF4.5 - アタッチメントはφ120mmねじ込み。イメージサークル506mm（F16）。
- クセナー480mmF4.5 - アタッチメントはφ120mmねじ込み。イメージサークル580mm（F16）。
- テレ・クスナー270mmF5.5
- テレ・クスナー360mmF5.5 - アタッチメントはφ67mmねじ込み。イメージサークル230mm（F16）。シャッター#3。
- テレ・クスナー500mmF5.5 - アタッチメントはφ105mmねじ込み。イメージサークル312mm（F16）。シャッター#5。
- テレ・クスナー1000mmF8 - アタッチメントはφ127mmねじ込み。イメージサークル312mm（F16）。
- テレ・クスナー1000mmF10 - アタッチメントはφ127mmねじ込み。イメージサークル312mm（F16）。シャッター#5。
- アポ・テレ・クスナー250mmF5.6T
- アポ・テレ・クスナー400mmF5.6HM - アタッチメントはφ100mmねじ込み。イメージサークル249mm（F22）。シャッター#3。
- アポ・テレ・クスナー800mmF12HM - アタッチメントはφ135mmねじ込み。イメージサークル496mm（F22）。シャッター#3。
- アポ・テレ・クスナー・コンパクト400mmF5.6